# A Seychelle-szigetek a 2000. évi nyári olimpiai játékokon
A Seychelle-szigetek az ausztráliai Sydneyben megrendezett 2000. évi nyári olimpiai játékok egyik részt vevő nemzete volt. Az országot az olimpián 5 sportágban 9 sportoló képviselte, akik érmet nem szereztek.

## Atlétika
Férfi
| Versenyző    | Versenyszám | Előfutam | Előfutam | Előfutam | Negyeddöntő | Negyeddöntő | Negyeddöntő | Elődöntő | Elődöntő | Elődöntő | Döntő   | Döntő    |
| Versenyző    | Versenyszám | Idő      | Hely.    | Össz.    | Idő         | Hely.       | Össz.       | Idő      | Hely.    | Össz.    | Idő     | Helyezés |
| ------------ | ----------- | -------- | -------- | -------- | ----------- | ----------- | ----------- | -------- | -------- | -------- | ------- | -------- |
| Nelson Lucas | 100 m       | 11,15    | 9.       | 90.      | kiesett     | kiesett     | kiesett     | kiesett  | kiesett  | kiesett  | kiesett | kiesett  |

Női
| Versenyző       | Versenyszám | Előfutam | Előfutam | Előfutam | Negyeddöntő | Negyeddöntő | Negyeddöntő | Elődöntő | Elődöntő | Elődöntő | Döntő   | Döntő    |
| Versenyző       | Versenyszám | Idő      | Hely.    | Össz.    | Idő         | Hely.       | Össz.       | Idő      | Hely.    | Össz.    | Idő     | Helyezés |
| --------------- | ----------- | -------- | -------- | -------- | ----------- | ----------- | ----------- | -------- | -------- | -------- | ------- | -------- |
| Joanna Huoareau | 100 m       | 12,01    | 6.       | 57.      | kiesett     | kiesett     | kiesett     | kiesett  | kiesett  | kiesett  | kiesett | kiesett  |

## Cselgáncs
Férfi
| Versenyző        | Versenyszám | Selejtező         | 32-es főtábla                       | Nyolcaddöntő      | Negyeddöntő       | Elődöntő          | Vigaszág első kör             | Vigaszág negyeddöntő | Vigaszág elődöntő | Bronz- mérkőzés   | Döntő             | Helyezés |
| Versenyző        | Versenyszám | Ellenfél Eredmény | Ellenfél Eredmény                   | Ellenfél Eredmény | Ellenfél Eredmény | Ellenfél Eredmény | Ellenfél Eredmény             | Ellenfél Eredmény    | Ellenfél Eredmény | Ellenfél Eredmény | Ellenfél Eredmény | Helyezés |
| ---------------- | ----------- | ----------------- | ----------------------------------- | ----------------- | ----------------- | ----------------- | ----------------------------- | -------------------- | ----------------- | ----------------- | ----------------- | -------- |
| Francis Labrosse | Légsúly     |                   | Alisher Mukhtarov (UZB) · 0000-1000 |                   |                   |                   | Omar Rebahi (ALG) · 0001-1011 | kiesett              | kiesett           | kiesett           |                   | 13.      |

## Súlyemelés
Női
| Versenyző       | Versenyszám | Szakítás | Szakítás | Lökés    | Lökés    | Összesen | Helyezés |
| Versenyző       | Versenyszám | Eredmény | Helyezés | Eredmény | Helyezés | Összesen | Helyezés |
| --------------- | ----------- | -------- | -------- | -------- | -------- | -------- | -------- |
| Sophia Vandagne | 58 kg       | 72,5     | 15.      | 87,5     | 13.      | 160,0    | 13.      |

## Úszás
Férfi
| Versenyző         | Versenyszám | Előfutam | Előfutam | Előfutam | Elődöntő | Elődöntő | Elődöntő | Döntő   | Döntő    |
| Versenyző         | Versenyszám | Idő      | Hely.    | Össz.    | Idő      | Hely.    | Össz.    | Idő     | Helyezés |
| ----------------- | ----------- | -------- | -------- | -------- | -------- | -------- | -------- | ------- | -------- |
| Kenny Roberts     | 100 m gyors | 53,40    | 7.       | 61.      | kiesett  | kiesett  | kiesett  | kiesett | kiesett  |
| Benjamin Lo-Pinto | 100 m hát   | 58,90    | 2.       | 47.      | kiesett  | kiesett  | kiesett  | kiesett | kiesett  |

## Vitorlázás
Férfi
| Versenyző      | Versenyszám     | Futam | Futam | Futam | Futam | Futam | Futam | Futam | Futam | Futam | Futam | Futam | Pontszám | Helyezés |
| Versenyző      | Versenyszám     | 1     | 2     | 3     | 4     | 5     | 6     | 7     | 8     | 9     | 10    | 11    | Pontszám | Helyezés |
| -------------- | --------------- | ----- | ----- | ----- | ----- | ----- | ----- | ----- | ----- | ----- | ----- | ----- | -------- | -------- |
| Jonathan Barbe | Szörfvitorlázás | 31    | 33    | 31    | 33    | 35    | (37*) | 33    | 33    | (37*) | 29    | 34    | 292,0    | 35.      |

Női
| Versenyző     | Versenyszám     | Futam | Futam | Futam | Futam | Futam  | Futam | Futam | Futam | Futam | Futam | Futam | Pontszám | Helyezés |
| Versenyző     | Versenyszám     | 1     | 2     | 3     | 4     | 5      | 6     | 7     | 8     | 9     | 10    | 11    | Pontszám | Helyezés |
| ------------- | --------------- | ----- | ----- | ----- | ----- | ------ | ----- | ----- | ----- | ----- | ----- | ----- | -------- | -------- |
| Endra Ha-Tiff | Szörfvitorlázás | 27    | (29)  | 29    | 29    | (30**) | 26    | 29    | 29    | 29    | 29    | 28    | 255,0    | 29.      |

Nyílt
| Versenyző   | Versenyszám | Futam | Futam | Futam  | Futam | Futam | Futam | Futam | Futam | Futam | Futam | Futam | Pontszám | Helyezés |
| Versenyző   | Versenyszám | 1     | 2     | 3      | 4     | 5     | 6     | 7     | 8     | 9     | 10    | 11    | Pontszám | Helyezés |
| ----------- | ----------- | ----- | ----- | ------ | ----- | ----- | ----- | ----- | ----- | ----- | ----- | ----- | -------- | -------- |
| Allan Julie | Laser       | 19    | 21    | (44**) | 31    | 14    | 26    | (38)  | 10    | 22    | 28    | 32    | 203,0    | 28.      |

* - nem indult

** - kizárták